# Bataille du Kef (1705)
Pour les articles homonymes, voir Bataille du Kef.
Guerre algéro-tunisienne de 1705
La bataille du Kef est livrée le 8 juillet 1705, pendant la guerre qui oppose, cette année-là, la régence d'Alger à celle de Tunis.

## Déroulement de la bataille
Confronté à une invasion de son territoire par les forces de la régence d'Alger, commandées par le dey Hadj Moustapha, Ibrahim Cherif, le bey de Tunis, se porte à leur rencontre avec ses troupes. Le 7 juillet, les adversaires campent sur les bords de l'oued El-Tin, à proximité du Kef. Les offres de paix proposées par les émissaires du dey d'Alger ayant été jugées inacceptables par Cherif, la bataille s'engage le lendemain. Elle est livrée dans des conditions défavorables pour les Tunisiens qui sont en infériorité numérique et qui de surcroit ne peuvent compter sur l'appui des auxiliaires bédouins qui désertent ou font défection, tels les Ouled Saed qui passent du côté algérien. Ils subissent une lourde défaite et Cherif est capturé par les vainqueurs après une résistance désespérée.

## Conséquences
La défaite est suivie par la capitulation de la forteresse du Kef, défendue par Mohammed Cherif, le frère d'Ibrahim. Alors qu'Ibrahim et Mohammed sont emmenés à Alger, Hussein Ben Ali, agha des spahis et qui a refusé de participer à la bataille, rentre à Tunis à la tête de ses hommes. Le 12 juillet, il est proclamé bey. Il organise la défense de la ville et résiste victorieusement au siège de l'armée algérienne (28 août-5 octobre 1705).